# Ибришим каранфил
 (лат. Dianthus superbus) је врста биљака цветница из рода каранфила (Dianthus) који припада фамилији каранфила Caryophyllaceae.

## Распрострањеност и станиште
Насељава Европу и Азију, од Шпаније и Француске па до Норвешке на северу, а на истоку до Јапана и Кореје. У источној Србији је честа на Власини и Стрешеру. Расте на сувим и влажним ливадама брдскопланинсог подручја, падинама и пропланцима, на висинама до 2.400 m.

## Опис
Зељаста вишегодишња биљка са зеленим до сивозеленим листовима линеарно ланцеластим до 8 цм дужине. Стабло је голо, округло, до 80 цм висине и гранато при врху. Цветови су са дубоко кончасто усеченим круничним листићима 3-5 цм у пречнику ружичасте боје и миришљави. Цветови су сложени у разређене цвасти. Цвета током читавог лета.

## Употреба
Веома популарна врста за гајење у баштама због необичне лепоте цветова. Издвојене хибридне сорте имају цветове различитих боја од беле до црвене и пурпурне са зеленим централним делом крунице.
Млади листови су јестиви и могу се користити кувани. Цветови садрже слатки нектар. Биљка садржи отровне сапонине, али не довољно да буде штетна. Познато је кроз историју да су је кинески травари користили као контрацептивно средство, као диуретик и против инфекција.

## Подврсте
Постоји шест подврста:
- Dianthus superbus subsp. superbus
- Dianthus superbus subsp. autumnalis
- Dianthus superbus subsp. sylvestris
- Dianthus superbus subsp. alpestris
- Dianthus superbus subsp. stenocalyx
- Dianthus superbus subsp. longicalycinus